# Route nationale 3
Die Route nationale 3, kurz N 3 oder RN 3, ist eine französische Nationalstraße.

## Streckenführung
| Position | höchste zulässige Gesamtgeschwindigkeit | km | Fahrbahnen | Typ                                              | Abschnitt            | Längengrad | Breitengrad |
| 1        | 110                                     | 2  |            | Beginn der Autobahn                              | D603_77              | 48.9396    | 2.6241      |
| 2        | 110                                     | 2  |            | Teil-Anschlussstelle                             | Villeparisis-A104    | 48.9396    | 2.6241      |
| 3        | 110                                     | 2  |            | Teilausgebautes Kreuz                            | A104 nord - N3 (ost) | 48.9410    | 2.6281      |
| 4        | 110                                     | 2  |            | Abschnitt zur Aufstufung zur Autobahn vorgesehen |                      | 48.9413    | 2.6352      |
| 5        | 110                                     | 2  |            | Vollständige Anschlussstelle                     | D212 - D34E          | 48.9435    | 2.6667      |
| 6        | 110                                     | 2  |            | Teil-Anschlussstelle                             | Claye-Souilly        | 48.9442    | 2.6742      |
| 7        | 110                                     | 2  |            | Teil-Anschlussstelle                             |                      | 48.9464    | 2.6791      |
| 8        | 110                                     | 2  |            | Teil-Anschlussstelle                             | Claye-Souilly        | 48.9476    | 2.6964      |
| 9        | 110                                     | 2  |            | Teil-Anschlussstelle                             |                      | 48.9465    | 2.7029      |
| 10       | 110                                     | 2  |            | Vollständige Anschlussstelle                     | D404                 | 48.9471    | 2.7217      |
| 11       | 110                                     | 2  |            | Vollständige Anschlussstelle                     | Charmentray          | 48.9531    | 2.7739      |
| 12       | 110                                     | 2  |            | Ende an Straße                                   |                      | 48.9575    | 2.8004      |

## Aktueller Straßenverlauf
Heute ist die Nationalstraße als Zulaufstraße zur Anschlussstelle Nr. 3 der Autobahn 3 in Bondy, sowie zwischen der Francilienne und dem Autobahnkreuz mit der Nationalstraße 330 und der Autobahn 140 bei Meaux im Département Seine-et-Marne ausgewiesen. Im Département Aisne wird die Straße mit der Nummer D 1003, im Département Marne mit der Nummer D 3, in den Départements Meuse und Moselle mit den Nummern D 603 bzw. D 903, und im Département Meurthe-et-Moselle mit der Nummer D 903 ausgewiesen.

## Historischer Straßenverlauf
Die historische Nationalstraße ging 1824 aus der Route impériale 4 hervor. Bis 1973 verlief sie von der Abfahrt Porte de Pantin des Boulevard périphérique in Paris bis zur Grenze nach Deutschland an der Goldenen Bremm bei Saarbrücken und ging dort in die Bundesstraße 41 über.
In Claye-Souilly wurde eine Umgehungsstraße gebaut, auf die die N 3 gelegt wurde. Die Straße durch den Ort wurde als Nationalstraße 371A beschildert (heute Départementsstraße 422).
1973 wurde der Abschnitt zwischen Épernay und Châlons-en-Champagne herabgestuft und der Abschnitt zwischen Verdun und Gravelotte über Étain auf die Trassen der Nationalstraßen 18 und 390 verlegt. Diese erhielten bei der Herabstufung 2006, bei der bis auf ein kurzes Stück bei Paris der fast vollständige Verlauf der noch verbliebenen N 3 zu Départementsstraßen abgestuft wurden, die Nummer D 603.
Teilstücke, aus denen die neue Führung ab 1973 zusammengesetzt wurde:
- N 3 Paris - Épernay
- Abschnitt Épernay - Châlons-en-Champagne abgestuft
- N 3 Châlons-en-Champagne - Verdun
- N 18 Verdun - Étain
- N 390 Étain - Gravelotte
- N 3 Gravelotte - deutsche Grenze

## Seitenäste

### N 3A
Bei der Route nationale 3A, kurz N 3A oder RN 3A handelt es sich um einen 14 Kilometer langen Ast der N 3, der 1957 festgelegt wurde und auf ein Teilabschnitt der Départementstrasse 22 (1940: Gc37) zurückgeht. Dieser zweigt in Saint-Avold ab und verläuft über Carling und Creutzwald zur deutschen Grenze bei Überherrn. Die Straße übernahm im Jahre 1973 von der herabgestuften Nationalstraße 33 die Nummer. 2006 wurde der Abschnitt zwischen der Autobahnanschlussstelle Nr. 39 der Autoroute A4 und Saint-Avold zur Départementsstraße 633 herabgestuft. Sie wurde bis 2009 zu einer ortsumgehenden Schnellstraße ausgebaut, die in Deutschland ihre Fortsetzung als Bundesstraße 269n findet. Es entstand damit eine neue Möglichkeit für Fahrzeuge, die Staatsgrenze zu queren.

### N 3B
Die Route nationale 3B, kurz N 3B oder RN 3B war ein Seitenast der N 3 in Châlons-en-Champagne, der aus dieser entstand, als die N 3 auf eine südliche Ortsumgehung verlegt wurde. Sie verlief von einer Straßenkreuzung mit den Nationalstraßen 44 und 77 über die Avenue de Sainte-Menehould östlich zum Ort hinaus bis zur Kreuzung mit der N 3. 1974 wurde sie eine Kommunalstraße.

### N 3Bis
Die Route nationale 3Bis, kurz N 3Bis oder RN 3Bis war eine teilweise erstellte Einfallstraße, die eine Alternative für die N 3 darstellen sollte. Sie sollte westlich von Claye-Souilly von der N 3 abzweigen, Courtry, Coubron und Clichy-sous-Bois südlich umlaufen und in Livry-Gargan wieder auf die N 3 stoßen. Realisiert wurde nur der Abschnitt zwischen einer Straßenkreuzung mit der Nationalstraße 370 südlich von Clichy-sous-Bois und der Kreuzung mit der N 3 in Livry-Gargan. Inbetriebnahme war 1970. 1978 erfolgte die Umnummerierung in die Nationalstraße 403 und 2006 die Abstufung zur RNIL 403.